# Đurinovec
Đurinovec is een plaats in de gemeente Visoko in de Kroatische provincie Varaždin. De plaats telt 171 inwoners (2001).